# Csókos gurámi
A csókos gurámi (Helostoma temminckii) egy halfaj, a Helostomatidae család tagja. Kedvelt akváriumi hal.
Tudományos nevét Coenraad Jacob Temminck holland zoológusról kapta.

## Előfordulása
Borneó, Thaiföld, Jáva és Szumátra folyóiban, patakjaiban honos.

## Megjelenése
Testhossza 15-20 centiméter. Teste ovális, eredeti színe ezüstös szürke, apró sötét foltokkal. Akváriumi tenyészváltozata gyakran rózsaszínes árnyalatú. Feje elkeskenyedő, szája végállású, ajkai szélesek, jellegzetesen „csókra” állnak. Hát és farok alatti úszója széles, lapos. Mellúszói színtelenek.

## Tartása
Békés hal, más gurámifajokkal társítható. Az akvárium minden szintjét belakja. Mindenevő. Párban vagy kis csoportban tartsuk. A többi gurámival eltérően nem készít habfészket. Nagyszámú ikrát rak, amelyeket egyik szülő sem kelt ki. Kifejezetten hanyag szülők. Az ikráknak csak akkor van esélyük a kikelésre, ha felszínen lebegő növények közé sodródnak, különben maguk a mohó szülők falják fel őket. 
A „csókolózás” a kifejlett gurámik körében fordul elő, jellegzetes szájtartással kaparják le az algákat a kövekről. A hímek néha szájukkal összekapcsolódnak, amikor viaskodnak a nőstényért és az ívóhelyért.